# Hypostomus topavae
Hypostomus topavae är en fiskart som först beskrevs av Godoy, 1969.  Hypostomus topavae ingår i släktet Hypostomus och familjen Loricariidae. Inga underarter finns listade i Catalogue of Life.